# Jeff McMahan
Jeff McMahan (* 30. August 1954) ist US-amerikanischer Moralphilosoph und lehrt als „White's-Professor for Moral Philosophy“ an der Universität von Oxford. Besondere Aufmerksamkeit erreichte er durch seine Arbeiten zur Ethik des Tötens (vor allem im Krieg).

## Leben

### Ausbildung
McMahan schloss im Jahr 1976 sein Studium der englischen Literatur an der University of the South in Sewanee (US-Staat Tennessee) als Bachelor of Arts ab. 1978 erreichte er denselben Abschluss in Philosophie, Politikwissenschaft und Betriebswirtschaft an der Oxford University, an der er 1983 als Master of Arts in Philosophie abschloss. 1986 erreichte er den Doktorgrad an der Cambridge University.

### Beruflicher Werdegang
In den Jahren von 1982 bis 1984 unterrichtete er Philosophie in Cambridge sowie an der University of Illinois in Chicago. Von 1983 bis 1986 war er Forschungsbeauftragter im Fach Philosophie in Cambridge. Von 1986 bis 2001 war er zunächst als Assistenzprofessor, ab 1992 außerordentlicher Professor an der University of Illinois. Dieselbe Hochschule berief ihn im Jahr 2001 zum Professor für Philosophie. Seit dem Jahr 2003 lehrt er an der Rutgers University. Seit 2006 ist er darüber hinaus als Gastprofessor an der Princeton University tätig.

### Statements zu Gaza
Im Oktober 2023 unterzeichnete McMahan gemeinsam mit mehr als 40 anderen Wissenschaftlern der Universität Oxford (darunter John Broome, Patricia Clavin, Avi Shlaim, Henry Shue und Amia Srinivasan) einen offnen Brief, in dem sie den Terrorangriff der Hamas auf Israel am 7. Oktober, aber auch die Angriffe der israelischen Armee auf die Zivilbevölkerung in Gaza verurteilten und die britische Regierung dazu aufriefen, eine sofortige Einstellung des israelischen Angriffs auf Gaza zu fordern. Sechs israelische Moralphilosophen reagierten mit einem offenen Brief und warfen den Oxford-Gelehrten vor, »die Radikalität der Taten und die unglaubliche Grausamkeit« der Hamas zu ignorieren; sie schrieben, dass dies die starke Reaktion Israels rechtfertige. McMahan hatte sich bereits 2014 kritisch zu dem damaligen israelischen Angriff auf Gaza geäußert.

### Preise
- 1977 und 1978: Sidgwick Prize des Corpus Christi College in Oxford für den besten philosophischen Aufsatz
- 1990: Arnold O. Beckman Research Award der University of Illinois
- 2007: Frank Chapman Sharp Memorial Prize der American Philosophical Association für den besten unveröffentlichten Aufsatz der Philosophie über Krieg und Frieden für das Manuskript von The Morality and Law of War.[1]

## Werke
- British Nuclear Weapons: For and Against; London; Junction Books; 1981[4]
- Reagan and the World: Imperial Policy in the New Cold War; London; Pluto Press; 1984[4]
- Reagan and the World: Imperial Policy in the New Cold War; überarbeitete Version; New York; Monthly Review Press; 1985[4]
- The Morality of Nationalism; New York und Oxford; Oxford University Press; 1997[4]
- The Ethics of Killing. Problems at the Margins of Life; Oxford; 2002[4]
- Killing in War; Oxford; 2009[4]